# Tomophyllum capillatum
Tomophyllum capillatum är en stensöteväxtart som först beskrevs av Guido Georg Wilhelm Brause, och fick sitt nu gällande namn av Barbara S. Parris. Tomophyllum capillatum ingår i släktet Tomophyllum och familjen Polypodiaceae. Inga underarter finns listade.